# Поділ (Охтирський район)
Поді́л — село в Україні, в Охтирському районі Сумської області. Населення становить 59 осіб. Колишній орган місцевого самоврядування — Староіванівська сільська рада.

## Географія
Село Поділ знаходиться на правому березі річки Ворскла, вище за течією на відстані 1,5 км розташоване село Сосонка, нижче за течією на відстані 2 км розташоване село Піски, на протилежному березі — село Залужани. Річка в цьому місці звивиста, утворює лимани, стариці і заболочені озера. До села примикає великий лісовий масив (дуб).

## Історія
26 липня 2024 року розпорядженням т.в.о голови Сумської ОВА Тараса Савченка вулиця 1 травня перейменовано на вулицю Василя Симоненка.

## Населення

### Мова
Розподіл населення за рідною мовою за даними перепису 2001 року:
| Мова            | Кількість | Відсоток |
| --------------- | --------- | -------- |
| українська      | 58        | 98.31%   |
| інші/не вказали | 1         | 1.69%    |
| Усього          | 59        | 100%     |